# Hecken- und Grünlandkomplex auf der Sonnenborner Hochfläche und dem Knappberg
Das Naturschutzgebiet Hecken- und Grünlandkomplex auf der Sonnenborner Hochfläche und dem Knappberg liegt auf dem Gebiet der Stadt Barntrup im Kreis Lippe in Nordrhein-Westfalen. Es grenzt direkt an das Dorf Sonneborn.

## Lage
Das aus zwei Teilflächen bestehende Gebiet, in dem sich der 286,3 m hohe Knappberg erhebt, erstreckt sich nordöstlich der Kernstadt Barntrup, zu beiden Seiten der Kreisstraße 58. Etwa 1 km östlich verläuft die Landesgrenze zu Niedersachsen. Das Naturschutzgebiet ist, sofern es nicht an Bebauung angrenzt, umgeben vom Landschaftsschutzgebiet Lipper und Pyrmonter Bergland. Die beiden Teilflächen vom Landschaftsschutzgebiet Hecken- und Grünlandkomplex Sonneborn liegen jeweils etwas weiter südlich vom Naturschutzgebiet. Das Naturschutzgebiet Biotopkomplex am Mühlenturm liegt nur etwa 100 m südlich. Diese beiden Schutzgebiete enthalten ebenfalls Heckenbereiche und mageres Grünland.

## Bedeutung
Das etwa 51,4 Hektar große Gebiet mit der Schlüssel-Nummer LIP-005 steht seit dem Jahr 1962 unter Naturschutz.
Zu Wert und Zustand führt das Biotopkataster Nordrhein-Westfalen auf: „Die Enzian-Zwenkenrasen des Knappberges sind artenreich ausgebildet. Die seit 2003 konsequent durchgeführte Beweidung durch eine Schaf- und Ziegenherde der Biologischen Station Lippe bewirkt, dass eingewanderte Arten der mesophilen Säume sowie Ruderalisierungszeiger nun wieder zurückgedrängt werden. In den Magerrasen auf den Böschungen wachsen zahlreiche Einzelbüsche und Strauchgruppen, teilweise mit Arten der Schlehen-Liguster-Gebüsche. Der gesamte Ostteil und der nördliche Rand sind völlig verbuscht. Im südlichen Teil gibt es kleinflächig auch offene Hangrutschungen mit anstehendem Fels und schütter bewachsenen Geröllhalden.“

## Pflanzen- und Tierarten im Gebiet
Der Landschaftsplan führt für das Naturschutzgebiet aus der Rote Liste gefährdeter Arten in Nordrhein-Westfalen die Pflanzenarten Blutwurz, Deutscher Fransenenzian, Gemeines Zittergras, Gewöhnlicher Fransenenzian, Gewöhnliche Kreuzblume, Großes Zweiblatt, Frühlings-Fingerkraut, Hain-Augentrost,  Kleiner Klappertopf,  Kleines Habichtskraut, Männliches Knabenkraut, Purgier-Lein, Rundblättrige Glockenblume, Saat-Esparsette, Schmalblättriger Hohlzahn, Trauben-Gamander Weidenblättriger Alant und Wiesen-Kammgras auf. Aus der Rote Liste gefährdeter Tierarten in Nordrhein-Westfalen kommen die Tierarten Baumpieper, Dorngrasmücke, Gelbspötter, Gemeine Heideschnecke, Goldammer, Heidegrashüpfer, Klappergrasmücke, Kleines Wiesenvögelchen, Kuckuck, Neuntöter, Nierenfleck-Zipfelfalter, Mattscheckiger Braun-Dickkopffalter, Schachbrettfalter, Turteltaube, Verkannter Grashüpfer, Wachtel und Weinbergschnecke vor.